# Janowo (powiat węgrowski)
Janowo – wieś w Polsce położona w województwie mazowieckim, w powiecie węgrowskim, w gminie Liw.
| SIMC    | Nazwa          | Rodzaj    |
| ------- | -------------- | --------- |
| 0678222 | Kolonia Janowo | część wsi |

W latach 1975–1998 miejscowość administracyjnie należała do województwa siedleckiego.